# Bakuon Rettō
Bakuon Rettō (爆音列島) est un manga écrit et dessiné par Tsutomu Takahashi. Il a été prépublié dans le magazine Afternoon de l'éditeur Kōdansha entre 2002 et 2012, et a été compilé en un total de dix-huit tomes en décembre 2012.
La version française est éditée par Kana en intégralité dans la collection Big Kana.

## Synopsis
Dans les quartiers tranquilles du Tokyo des années 1980, un jeune lycéen, Takashi, va se passionner pour les rassemblements de motards : les bōsōzoku. Ces nouveaux amis l'invitent à rejoindre une de ces réunions et y participer. C'est une révélation pour lui, et il décide de devenir membre du gang des Zéro. Sa première moto sera une Honda Hawk, qu'un des membres des Zéro lui donnera.

## Manga
| no | Japonais         | Japonais          | Français         | Français          |
| no | Date de sortie   | ISBN              | Date de sortie   | ISBN              |
| -- | ---------------- | ----------------- | ---------------- | ----------------- |
| 1  | 23 avril 2003    | 4-06-314319-8     | 29 août 2008     | 978-2-5050-0321-2 |
| 2  | 23 octobre 2003  | 4-06-314333-3     | 5 septembre 2008 | 978-2-5050-0403-5 |
| 3  | 23 février 2004  | 4-06-314340-6     | 14 novembre 2008 | 978-2-5050-0404-2 |
| 4  | 23 août 2004     | 4-06-314351-1     | 6 février 2009   | 978-2-5050-0529-2 |
| 5  | 21 décembre 2004 | 4-06-314364-3     | 7 mai 2009       | 978-2-5050-0566-7 |
| 6  | 23 juin 2005     | 4-06-314377-5     | 21 août 2009     | 978-2-5050-0662-6 |
| 7  | 22 décembre 2005 | 4-06-314394-5     | 6 novembre 2009  | 978-2-5050-0733-3 |
| 8  | 23 mai 2006      | 4-06-314414-3     | 12 février 2010  | 978-2-5050-0778-4 |
| 9  | 23 octobre 2006  | 4-06-314432-1     | 4 juin 2010      | 978-2-5050-0828-6 |
| 10 | 23 février 2007  | 978-4-06-314441-3 | 22 octobre 2010  | 978-2-5050-0965-8 |
| 11 | 23 octobre 2007  | 978-4-06-314471-0 | 4 février 2011   | 978-2-5050-1052-4 |
| 12 | 22 février 2008  | 978-4-06-314493-2 | 23 juin 2011     | 978-2-5050-1103-3 |
| 13 | 22 août 2008     | 978-4-06-314519-9 | 7 octobre 2011   | 978-2-5050-1242-9 |
| 14 | 22 janvier 2010  | 978-4-06-310612-1 | 17 février 2012  | 978-2-5050-1410-2 |
| 15 | 22 décembre 2010 | 978-4-06-310715-9 | 1 juin 2012      | 978-2-5050-1467-6 |
| 16 | 22 juillet 2011  | 978-4-06-310750-0 | 5 octobre 2012   | 978-2-5050-1563-5 |
| 17 | 23 février 2012  | 978-4-06-310799-9 | 19 avril 2013    | 978-2-5050-1730-1 |
| 18 | 21 décembre 2012 | 978-4-06-387855-4 | 30 août 2013     | 978-2-5050-1731-8 |